# 上ナイル州
上ナイル州（かみナイルしゅう、英語: Upper Nile、アラビア語: الوحدة）は、南スーダンの州。州都はマラカル。

## 歴史
州の中央部に位置するコドク（旧ファショダ）はシルック人の伝統的王都であり、19世紀末のアフリカ分割時にはこの地にて1898年に北から進出してきたイギリス軍と西から進出してきたフランス軍が衝突し、ファショダ事件が勃発した。
2006年、マラカルの戦い。
2007年、スーダン洪水。
2009年、ナシール郡のen:Jikany Nuer族とロウ・ヌエル族の間でソバト川の戦い。
南スーダン独立後には、過去に表面化しなかった民族対立が顕在化。隣接するジョングレイ州に居住するムルレ族がウシを巡って各族を襲撃するようになり、2013年3月9日には、上ナイル側に居住するロウ・ヌエル族も被害にあった。約300人の住民が拉致されたほか、約10万頭の牛を盗まれている。

## 地理
南スーダン最北の州であり、北をスーダンと、東をエチオピアと接する。ユニティ州およびジョングレイ州とともに上ナイル地方を構成する。
州の西部を白ナイル川が南北に貫流しており、州名の由来となっている。

## 行政区分
上ナイル州は、13の郡からなる。
1. バリート郡（英語版）
2. ファショダ郡（英語版）
3. ロンジチュク郡（英語版）
4. マバン郡（英語版）
5. マラカル郡（英語版）
6. マンヨ郡（英語版）
7. マイゥート郡（英語版）
8. メルート郡（英語版）
9. ナシール郡（英語版）
10. パンイカン郡（英語版）
11. レンク郡（英語版）
12. ウラング郡（英語版）
13. アコーカ郡（Akoka County）